# Zdeněk Kroča
Zdeněk Kroča (* 29. September 1980 in Gottwaldov) ist ein tschechischer Fußballspieler.

## Karriere
Zdeněk Kroča begann mit dem Fußballspielen als Sechsjähriger bei TJ Gottwaldov, heute Tescoma Zlín. Ab der Saison 1998/99 gehörte der Abwehrspieler beim damaligen Zweitligisten zum Erstligakader. 2001 gewann er mit Zentralmähren den UEFA Regions’ Cup, anschließend unterschrieb er einen Profivertrag. 2002 gelang Zlín der Aufstieg in die Gambrinus-Liga, der 1,95 Meter große und kopfballstarke Kroča gehörte zunächst meist nicht zur Startaufstellung, dies änderte sich aber ab der Saison 2003/04: In den folgenden drei Jahren verpasste Kroča nur vier Spiele seiner Mannschaft. Anfang 2006 schien ein Wechsel zum slowakischen Erstligisten Artmedia Bratislava fast gesichert, scheiterte letztlich aber an der Uneinigkeit über die Höhe der Ablösesumme.
Im Sommer 2006 wechselte Kroča auf Leihbasis mit einjähriger Option zum Regionalligisten Sportfreunde Siegen. Ende November 2006 zog er sich einen Kreuzbandriss zu. Im Sommer 2007 kehrte Zdeněk Kroča nach Zlín zurück. Im August 2010 wurde Kroča von Luton Town verpflichtet.